# Platynoorda
Platynoorda és un gènere monotípic d'arnes de la família Crambidae. Conté només una espècie, Platynoorda atrivittalis, que es troba a Indonèsia, on s'ha registrat a Sabah.